# Claudio Brachino
Claudio Brachino (Viterbo, 4 ottobre 1959) è un giornalista, saggista e conduttore televisivo italiano.

## Biografia
Frequenta la Sapienza - Università di Roma, dove si laurea presso la facoltà di Lettere e filosofia con il professor Walter Binni in Letteratura italiana con una tesi su Ambrogio Viale, poeta del '700, poi pubblicata dalle Edizioni Cerrina come monografia e antologia sul detto autore. Nel 1982, sotto lo pseudonimo di Claudio Brachini, pubblica per Einaudi insieme con Eduardo De Filippo la commedia Mettiti al passo!. Nel 1987 pubblica La macchina da presa teatrale, un saggio, con introduzione di Maurizio Scaparro: si tratta di "appunti per la messa in scena" raccolti durante le prove, sul palcoscenico del Teatro Argentina di Roma, della riduzione teatrale del film Partitura incompiuta per pianola meccanica di Nikita Michalkov (film a sua volta ispirato alla celebre opera teatrale Platonov scritta da Anton Čechov), riduzione teatrale interpretata, tra gli altri, da Marcello Mastroianni e diretta dallo stesso Michalkov. Nel 2003 a Riccione si sposa con la scrittrice e autrice televisiva Barbara Benedettelli, assieme alla quale pubblica nel 2008 il libro I delitti del condominio. Storie di vicini che ammazzano.

### Attività giornalistica
Nel 1987 inizia a dedicarsi alla carriera giornalistica: diventa dipendente del gruppo Fininvest e comincia a collaborare a varie trasmissioni televisive: dopo essersi trasferito a Milano nel 1991 ed essere diventato caporedattore del TG4, passa successivamente a Studio Aperto, telegiornale di Italia 1 nel quale assume il ruolo di vicedirettore e conduttore, prevalentemente nell'edizione serale delle 18.30. Dal 2002 al 2011 è autore e conduttore su Rete 4 in prima o in seconda serata del programma Top Secret. L'11 ottobre 2007 viene sostituito nel ruolo di vicedirettore di Studio Aperto da Annalisa Spiezie e assume la direzione di Videonews, e diventa responsabile e autore di alcuni tra i principali programmi di attualità e informazione di Mediaset, tra cui Verissimo e Matrix, mentre dal 21 gennaio 2008 al 5 giugno 2009 conduce su Canale 5 il nuovo programma televisivo Mattino Cinque insieme alla conduttrice Barbara D'Urso, dipendente dalla testata che dirige.
Nell'estate 2008 firma l'ultima edizione della trasmissione Lucignolo, passata in quell'occasione alla testata di Videonews. Dal 1º al 19 settembre dello stesso anno, oltre al contenitore mattutino Mattino Cinque, dirige e conduce anche il programma pomeridiano Pomeriggio Cinque, lasciando poi dal 22 settembre la conduzione esclusiva e unica alla sola Barbara d'Urso, ma rimanendone comunque supervisore e direttore. Dal 7 settembre 2009 conduce la terza edizione di Mattino Cinque con Federica Panicucci, (subentrata come conduttrice alla D'Urso), abbandonando però la conduzione al giornalista Paolo Del Debbio il 19 febbraio 2010. Torna in video dal 16 gennaio al 18 dicembre 2011 quando, insieme a Federica Panicucci, subentra e prende il posto di Barbara D'Urso alla conduzione del contenitore televisivo Domenica Cinque curando la prima parte della trasmissione dedicata all'attualità e all'approfondimento giornalistico e di cronaca italiano. Dal luglio 2012 riprende a condurre Top Secret su TGcom24. Dal 22 aprile al 31 maggio 2013 Brachino, in qualità di direttore di Videonews, ha sostituito ad interim Del Debbio (poiché quest'ultimo è impegnato con la conduzione del nuovo programma Quinta Colonna - Il Quotidiano su Rete 4) nella conduzione di Mattino Cinque.
Il 10 giugno 2013 Brachino ha lasciato la direzione di Videonews per assumere la direzione giornalistica di Sport Mediaset al posto di Ettore Rognoni andato a ricoprire l'incarico di direttore editoriale, con la responsabilità produttiva e il coordinamento dei programmi sportivi. Dal 24 gennaio 2014 torna a dirigere Videonews al posto di Mario Giordano, passato alla direzione del TG4 al posto di Giovanni Toti, mantenendo anche la direzione di Sport Mediaset. Da novembre 2014 viene sostituito alla direzione di Sport Mediaset da Alberto Brandi. 
Da novembre 2018 è anche direttore della redazione giornalistica di Radio Montecarlo, dove conduce il programma quotidiano 60 secondi alle 6. Il 31 luglio 2019 lascia la Direzione di Videonews e assume la direzione ad personam all'interno della Direzione Generale Informazione di Mediaset. Il 31 marzo 2020 lascia l'azienda risolvendo consensualmente il contratto. Attualmente è editorialista per il quotidiano Il Giornale. Da marzo 2020 è opinionista nei programmi di informazione di La7. Da settembre 2020 collabora come editorialista politico con l'agenzia di stampa ItalPress, dove conduce il programma Primo Piano, Italpress Economy e Radio Odessa. Da settembre 2022 è direttore del settimanale cartaceo Il Settimanale. Due anni dopo per l’Europeo di calcio è alla conduzione di Primo Piano Euro24, appuntamento bisettimanale in seconda serata con Italo Cucci sulla nuova rete Telecity del gruppo Netweek. Segue la conduzione di Netweek Calcio Show.

## Vita privata
Dal matrimonio con Barbara Benedettelli sono nati due figli.

## Controversie

### Polemica sul caso Mesiano
Il 15 ottobre 2009 viene annunciato da Brachino, nel corso del programma Mattino Cinque, un servizio su Raimondo Mesiano, il giudice milanese che aveva condannato in processo civile il gruppo Fininvest a un risarcimento di 750 milioni di euro alla CIR di Carlo De Benedetti. In studio Brachino cita testualmente l'articolo scritto da Stefano Zurlo e Alessandro Sallusti, all'epoca condirettore de il Giornale, commenta il servizio di Annalisa Spinoso che riprende il magistrato senza che questi ne sia consapevole e sottolinea presunti "comportamenti stravaganti" dello stesso; il servizio fa anche notare che Mesiano è stato oggetto di una promozione da parte del Consiglio Superiore della Magistratura (in realtà promosso il 24 settembre, dieci giorni prima della sentenza) e, in studio, viene spiegato l'atteggiamento "stravagante" in riferimento ai presunti festeggiamenti del giudice per la vittoria di Romano Prodi nel 2006. Il servizio è stato oggetto di dure critiche da parte del CSM, dalla FNSI e dall'associazione Articolo 21. Brachino ha ribattuto che «non c'era alcuna malizia ma solo il senso televisivo di dare un volto a un personaggio che la gente non conosceva di persona». In un successivo servizio, andato in onda sempre su Mattino Cinque, Brachino ha poi commentato le polemiche sorte a causa del pezzo e rivolto le proprie scuse al giudice Mesiano. L'Ordine dei giornalisti della Lombardia ha successivamente aperto un provvedimento disciplinare nei confronti di Brachino. Nel capo di incolpazione, l'ordine contesta a Brachino di «essersi reso responsabile di fatti non conformi al decoro e alla dignità professionali» e di aver rotto la doverosa fiducia tra giornalisti e telespettatori, amplificando una notizia che non era tale. Il 15 marzo 2010, a causa della vicenda del servizio su Mesiano, l'Ordine dei giornalisti della Lombardia ha deliberato la sospensione di Brachino per 2 mesi.

### Altro
Nel corso degli anni parte della critica ha bocciato i programmi di Videonews accusandoli di essere trash, ma Brachino ha sempre respinto le accuse.

## Riconoscimenti
- 1995 – Giara d'Argento consegnata da Pippo Baudo per il lavoro svolto nel Tg di Studio Aperto
- 2009 – Magna Grecia Awards[30]
- 2009 – Premio Il Dono dell'Umanità conferito per i contenuti socio-umanitari della trasmissione Mattino 5[31]
- 2009 – Premio San Siro Gentleman a Claudio Brachino per Mattino 5 come miglior programma d'informazione[32]
- 2010 – Premio Marsica
- 2011 – Premio Isimbardi[33]
- 2016 – Italian Sport Awards
- 2016 – Premio Kineo, Diamanti al Cinema
- 2019 – Premio Digital News

## Televisione
- Studio Aperto (Italia 1, 1991-2007)
- Top Secret (Rete 4, 2002-2010; TGcom24, 2012; Canale 5, 2015-2017)
- Mattino Cinque (Canale 5, 2008-2010, 2013)
- Pomeriggio Cinque (Canale 5, 2008)
- Speciale Domenica Cinque - Per i nostri eroi (Canale 5, 20 settembre 2009)
- Domenica Cinque (Canale 5, 2011)
- Thailandia - Fuori dal buio (Focus, 2018)
- Primo Piano Euro24 (Telecity circuito Netweek, 2024)
- Netweek Calcio Show (Telecity circuito Netweek, 2024-in corso)
- Un caffè con Letizia Moratti (Telecity circuito Netweek, 2025-in corso)

## Opere
- Mettiti al passo!. Einaudi, 1982. ISBN 978-88-06-55269-5.
- La macchina da presa teatrale. Quaderni del teatro di Roma, 1988.
- Ricomincio da te scritto con Guido Prussia. Mondadori, 1997. ISBN 978-88-04-42544-1.
- Non c'è due senza te. Mondadori, 1998. ISBN 978-88-04-43669-0.
- Top Secret. Mondadori, 2005. ISBN 978-88-04-54682-5.
- Ambrogio Viale. Verso l'Arte Edizioni, 2005
- Chi ha ucciso Lady D? (con Paolo Filo Della Torre). Mondadori, 2007. ISBN 978-88-04-56905-3.
- I delitti del condominio. Storie di vicini che ammazzano. (con Barbara Benedettelli). Cairo Publishing, 2008. ISBN 978-88-6052-141-5.
- Chi ha ucciso Michael Jackson?. Collana Top Secret, 2009.
- Avere o non avere. Il miraggio dell'uguaglianza nella nostra democrazia. Rubbettino Editore, 2020. ISBN 978-8849864090